# 1975 en Lorraine
Chronologie de la Lorraine
- 1971
- 1972
- 1973
- 1974
- 1975
- 1976
- 1977
- 1978
- 1979

Cette page est une liste d'événements qui se sont produits durant l'année 1975 en Lorraine.

## Événements

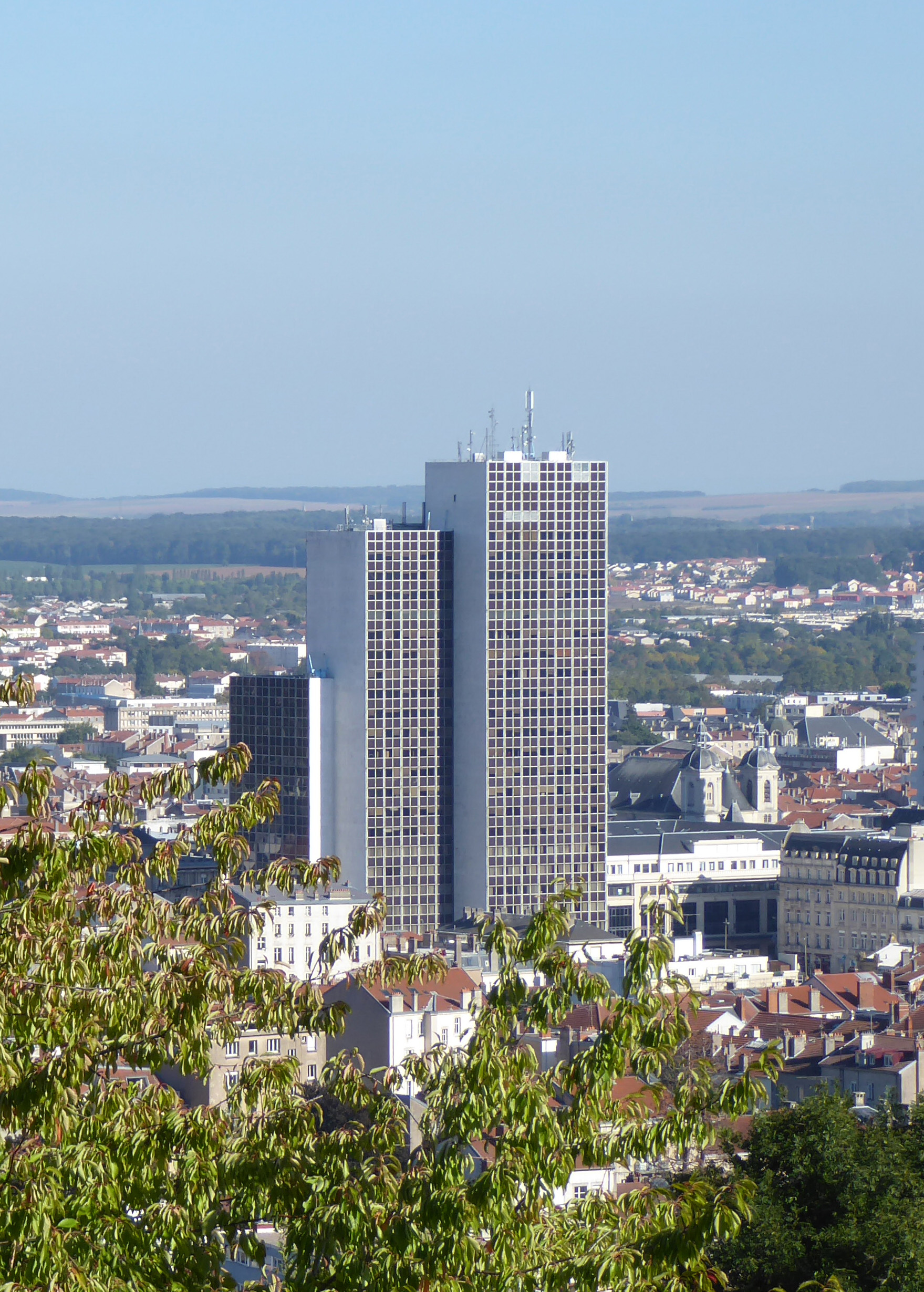
La tour Thiers vue depuis le parc de la cure d'air Saint-Antoine

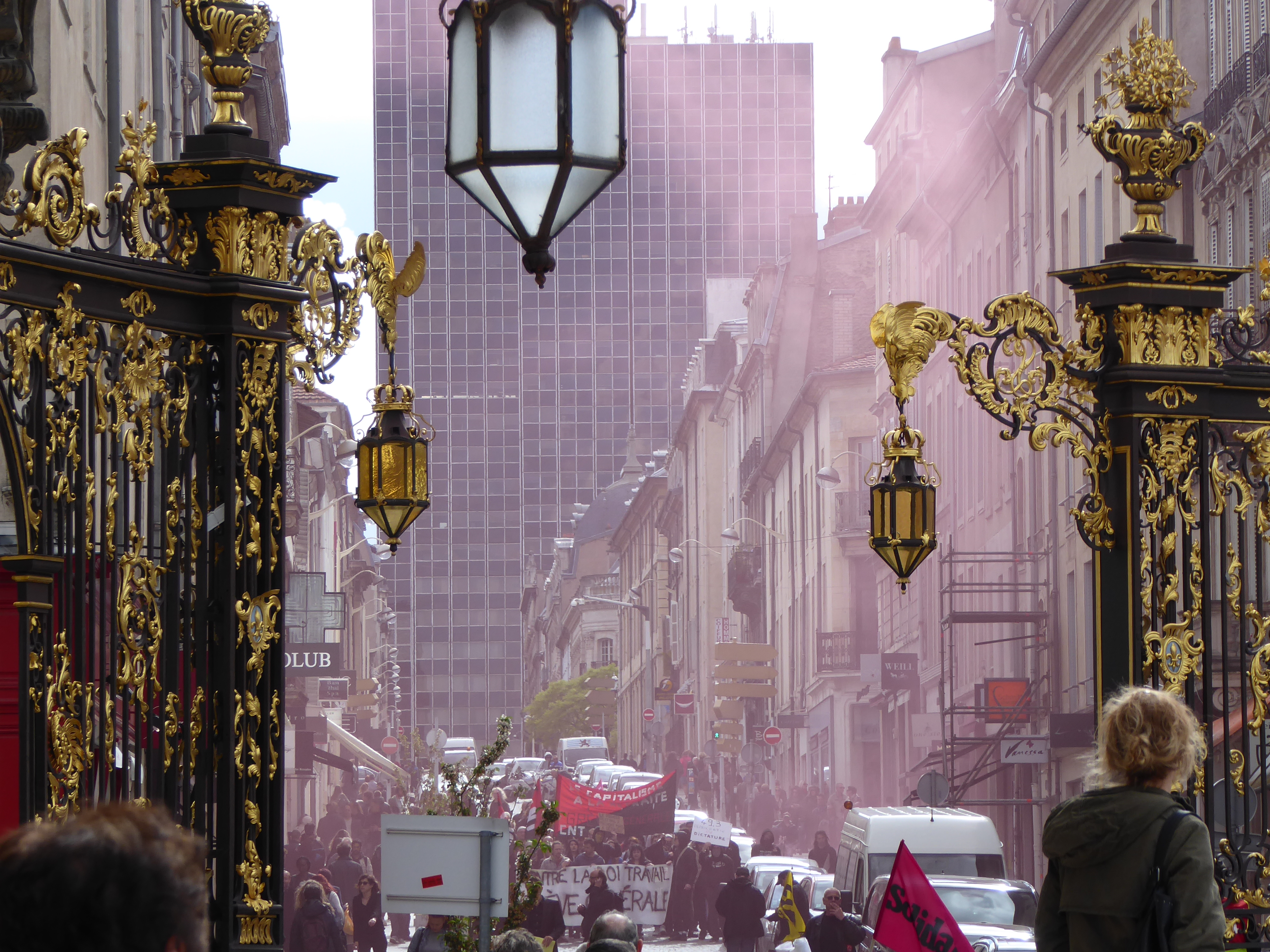
La tour Thiers, vue depuis la place Stanislas

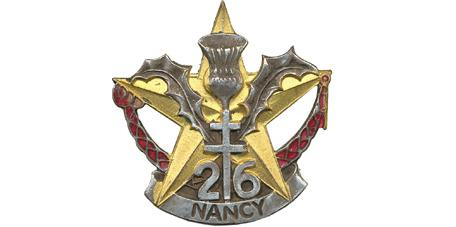
Insigne régimentaire du 26° Régiment d’Infanterie

- L'ASNL est champion de France de seconde division de football[1].
- Sophie Perin, élue miss Lorraine en 1974 est élue miss France et Miss International[2].
- Jacques Henry et Maurice Gelin remportent le Rallye de Lorraine sur une Alpine A110[3].
- Inauguration à Nancy de la Tour Thiers, immeuble de grande hauteur situé au 4-6 rue Piroux à Nancy, œuvre de Folliasson et Binoux[4].
- Fondation de l'association linguistique Hemechtsland a Sprooch à Manom
- Fondation du Groupe Histoire et patrimoine lorrains à Metz[5].
- Dissolution du 26e régiment d'infanterie en tant qu'unité combattante[6].
- Marylène Bergmann, Miss Moselle 1975, figure parmi les 12 finalistes à l'élection de Miss France 1976.

- 6 janvier : à la suite de l'éclatement de l'O.R.T.F., Télé Lorraine-Champagne devient FR3 Lorraine Champagne-Ardenne et les programmes régionaux passent de la deuxième à la troisième chaîne.
- 15 janvier : la Gare de Metz-Ville fait l’objet d’une inscription au titre des monuments historiques[7]
- 7 avril : à la suite de l'éclatement de l'ORTF en juillet 1974, les stations régionales de radio sont intégrées à la nouvelle société nationale de programme France Régions 3 (FR3). Inter Nord-Est devient FR3-Radio Nord-Est.
- Août : Joëlle Inama est élue reine de la mirabelle[8].
- 24 juillet : ouverture du tronçon Verdun-Auboué de l'A4[9].
- 6 novembre : ouverture du tronçon Auboué-Metz de l'A4[9].
- 30 décembre : création du Parc naturel régional des Vosges du Nord[10].

## Inscriptions ou classements aux titre des monuments historiques
- En Meurthe et Moselle : Immeuble Georges Biet à Nancy[11]
- En Meuse : Butte de Montsec[12]; Pont de Rupt-aux-Nonains[13]; Abbaye Saint-Michel de Saint-Mihiel[14]

## Naissances

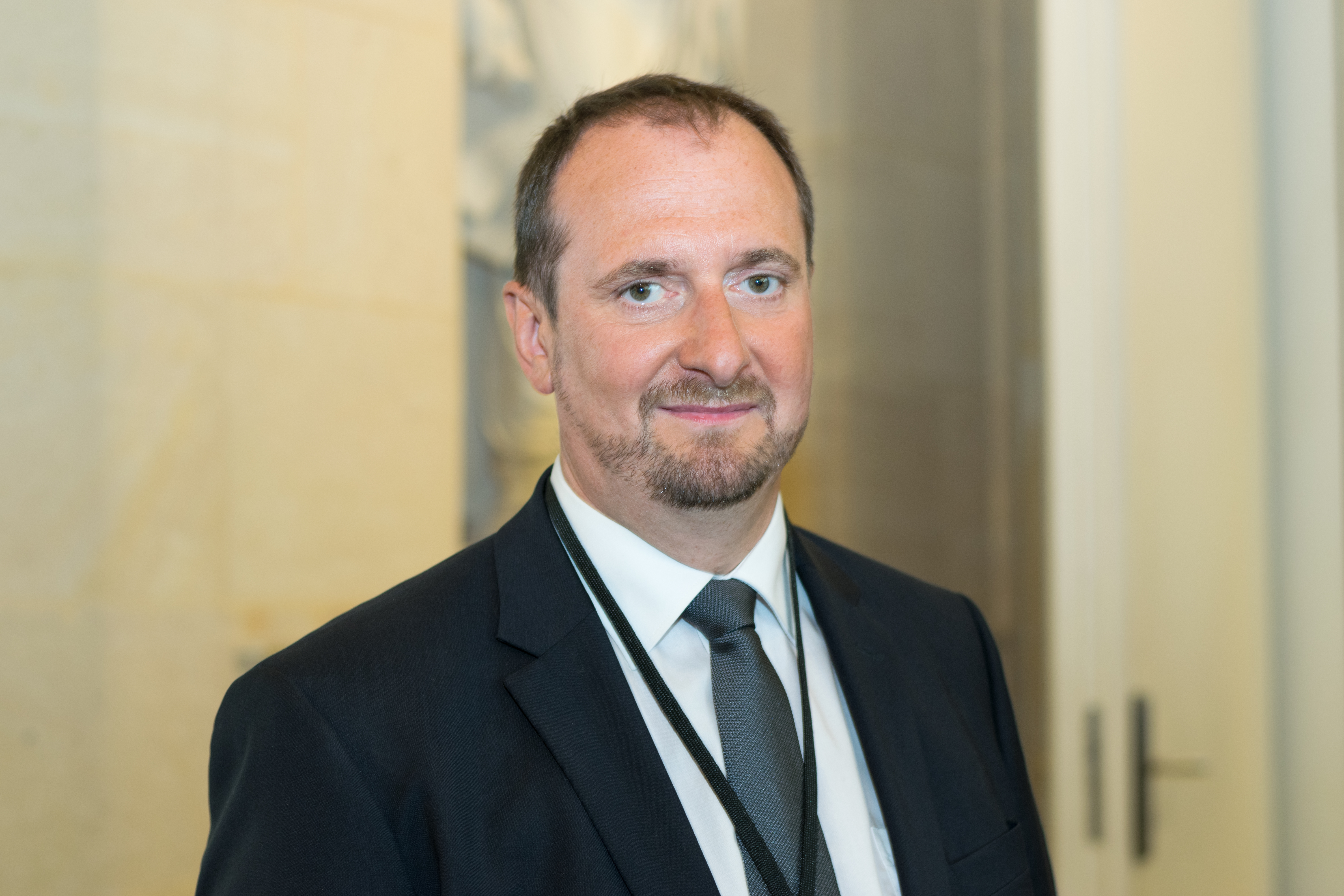
Christophe Arend.

- Frédéric Coché (né en 1975 à Pont-à-Mousson), auteur de bandes dessinées et artiste contemporain français. Formé à l'Institut Saint-Luc de Bruxelles puis aux Beaux-Arts de Nancy, ses bandes dessinées se distinguent par une recherche formelle poussée et une narration très elliptique. Après avoir travaillé en gravure (eau-forte pour Hortus sanitatis et Vie et mort du héros triomphante), il est passé depuis 2005 et une résidence à Berlin[15] à la peinture à l'huile. Il expose régulièrement.
- Muriel Gremillet, née en 1975 à Lépanges-sur-Vologne, journaliste, polémiste présentatrice de radio et femme de communication française.
- 8 mars à Saint-Dié-des-Vosges : Raphaël Livramento, footballeur et entraîneur français.
- 23 mars à Créhange : Alexandre Clément, footballeur professionnel puis entraîneur français. Il évolue au poste de défenseur central.
- 28 avril à Metz : Philippe Guillemard, homme politique français.
- 2 mai à Épinal : Stéphane Bozzolo, athlète handisport français.
- 2 juin à Nancy : Sébastien Schemmel , footballeur français. Il évolue au poste d'arrière gauche.
- 19 juillet à Forbach : Éric Greff, connu successivement sous les pseudonymes de Helmut Fritz, de Géronimo, puis de Rémo, chanteur, auteur-compositeur-interprète, producteur et écrivain français
- 12 août à Forbach : Christophe Arend, chirurgien-dentiste et homme politique français[16]. Il est élu député de la sixième circonscription de la Moselle lors des élections législatives françaises de 2017[17].
- 13 septembre :
  - à Forbach : Abdelnasser Ouadah (en arabe : عبد الناصر وضاح), footballeur international algérien. Il jouait milieu offensif ou attaquant, En forme, il mesure 1,75 m pour 71 kg. Il a aussi la nationalité française.
  - à Toul : Sonia Huguet-Raiwisque[18]  est une coureuse cycliste française spécialiste de la piste.
- 8 novembre à Metz : Cédric Schille, footballeur français. Il occupe le poste de gardien de but. Il est surtout connu pour avoir été le gardien de l'équipe de Calais durant l'épopée de la Coupe de France de football 1999-2000 qui permit au club, évoluant en CFA, de se qualifier pour la finale de cette même coupe. Il joue dans le club de Calais durant 13 ans avant de prendre sa retraite sportive. Depuis, titulaire du BEES 1er degré, il entraîne les gardiens de but de l'école de foot à la formation pendant 2 ans au club de Boulogne-sur-Mer. Depuis septembre 2013, il a créé une association "EPG" pour apprendre les gestes du gardien de but aux jeunes garçons et filles des clubs du Calaisis[19].
- 20 novembre à Bitche : Karim Mouzaoui (arabe : كريم موزاوي ; footballeur franco-algérien[20].

## Décès
- 17 septembre à Vandœuvre-lès-Nancy : Robert-André Bouroult, né à Paris le 14 juin 1894[21], peintre français.
- 1 octobre à Metz : Anne-Marie Schell, députée française de la Quatrième République. Elle fut députée de la Moselle de 1947 à 1951. Anne-Marie Schell, née Entzmann, voit le jour à Moyeuvre-Grande, en Lorraine annexée, le 19 octobre 1912[22]